# Santa Lucía, Zumpango
Santa Lucía är en ort i Mexiko, tillhörande kommunen Zumpango i delstaten Mexiko. Santa Lucía ligger i den centrala delen av landet och tillhör Mexico Citys storstadsområde. Orten hade 3 639 invånare vid folkräkningen 2010.
Orten ligger vid flygbasen Base Aerea Santa Lucía.